# Steinitzov glavoč
Glavoč Steinitzov  (lat. Gammogobius steinitzi) riba je iz porodice glavoča. Ovo je mala i nedovoljno ispitana riba, koja u Hrvatskoj je pronađena 16. listopada 1998. u jednoj podmorskoj špilji nedaleko od Vrbnika na Krku. Smećkaste je boje, a na tijelu ima 5 ili 6 tamnih poprečnih pruga koji se izmjenjuju s užim blijedim pojasevima. Uz baze leđnih peraja ima i male tamne točke. Cijelo tijelo, osim glave je prekriveno malim ljuskama. Ovaj glavoč naraste do 3,8 cm duljine. Živi uz samu obalu, na dubinama do 15 m, najčešće u špiljama i zaklonjenim mjestima.

## Rasprostranjenost
Steinitzov glavoč živi samo u Mediteranu, i to na samo nekim lokacijama, osim kod nas je pronađen i u Lionskom zaljevu.

## Poveznice
|  | Zajednički poslužitelj ima još gradiva o temi Glavoč Steinitzov |
|  | Wikivrste imaju podatke o taksonu Glavoč Steinitzov             |